# أوليفيا فورسيث
أوليفيا فورسيث (بالإنجليزية: Olivia Forsyth)‏ هي جاسوسة جنوب أفريقية، ولدت في مايو 1960 في كنزينغتون في المملكة المتحدة.